# Carson River (vattendrag i Australien)
Carson River är ett vattendrag i Australien. Det ligger i delstaten Western Australia, omkring 2 200 kilometer nordost om delstatshuvudstaden Perth.
Omgivningarna runt Carson River är huvudsakligen savann. Trakten runt Carson River är nära nog obefolkad, med mindre än två invånare per kvadratkilometer. Genomsnittlig årsnederbörd är 1 394 millimeter. Den regnigaste månaden är januari, med i genomsnitt 385 mm nederbörd, och den torraste är juni, med 1 mm nederbörd.